# Dagligvaror
Dagligvaror, även kallat förbrukningsvaror eller konsumtionsvaror, är en typ av varor som till skillnad från kapitalvaror är avsedda att konsumeras eller användas under en begränsad tid.
Till dagligvaror räknas bland annat livsmedel, hygienartiklar, toalett- och hushållspapper samt blommor. Dagligvaruhandeln i Sverige omsätter 2020 över 500 miljarder kronor varje år.